# Amblyteles armatorius
Espèce
Amblyteles armatorius est une espèce d'insectes hyménoptères de la famille des Ichneumonidae.

## Description
Long de 12 à 16 mm, cet hyménoptère possède une tête noire, un thorax noir, sauf le scutellum jaunâtre, de même que les trochanters des pattes postérieures. Son abdomen est jaune et noir. Dépourvu d'aiguillon, il ne pique pas.

## Distribution
Paléarctique.

## Biologie
On le trouve souvent sur les fleurs, en particulier d'apiacées (ombellifères), en été. L'imago hiverne à l'abri dans des cavités (grottes...). Les larves se développent en endoparasites de chenilles, en particulier de noctuelles.